# Bachia heteropa
Bachia heteropa là một loài thằn lằn trong họ Gymnophthalmidae. Loài này được Wiegmann mô tả khoa học đầu tiên năm 1856.